# Sainte-Madeleine
Pour l’article homonyme, voir Sainte Madeleine.
Sainte-Madeleine est une municipalité de village dans Les Maskoutains, en Montérégie, au Québec (Canada). Elle est située à l'intersection des routes 116 et 227, à mi-chemin entre Mont-Saint-Hilaire et Saint-Hyacinthe. L'autoroute Jean-Lesage (autoroute 20) longe l'extrémité nord de la municipalité.

## Toponymie
Son toponyme évoque Marie Madeleine, la pécheresse amie de Jésus, dont le nom a été abrégé en Madeleine.

## Histoire
L'histoire de Sainte-Madeleine se confond initialement avec celle de La Présentation, de laquelle son territoire provient. Puis vint le projet de construction d'une église. La procédure s'ouvre le 12 octobre 1804. Le vicaire général propose de construire l'église à l'extrémité sud-ouest des Grands étangs. Mais on voit l'opposition lever la tête. Les gens des 60 et du Grand rang veulent à tout prix avoir l'église au Grand rang. «Au Grand rang ou rien du tout.» Ledit député réplique alors que «votre église sera ici même où nous sommes» à la croisée de la route Yamaska, au bout des Grands étangs. Le 14 mars 1806, l'opposition se sent appuyé par le curé de Saint-Hyacinthe. Le 10 mai, l'évêque maintient la décision du vicaire général. Le 16 novembre s'ouvre les registres de La Présentation aux Grands étangs. Le 24 novembre, le vicaire général écrit que les gens des 60 et du Grand rang expriment leur discordance, demandent à rester de Saint-Hyacinthe et s'entêtent à vouloir y obtenir les sacrements. Saint-Hyacinthe les renvoie aux Étangs. Le 15 décembre, l'évêque donne sa décision finale et péremptoire, les habitants du rang des Soixante appartiendront à La Présentation ou à aucune paroisse. La discorde entre les héritiers de la seigneurie scinda La Présentation en deux parties seigneuriales. Les habitants du Grand rang et des Soixante, influencés par leur héritier, Pierre-Dominique Debartzch, reprirent leur projet. Le 16 octobre 1811, le curé de La Présentation s'en plaint à son évêque. Le 4 novembre, l'évêque clôt de nouveau la question. En 1847-1848, une nouvelle ligne de chemin de fer traverse le rang des Soixante dit Saint-Simon. L'érection d'une gare, en ce lieu, amena plusieurs nouvelles familles. Un petit village surgit. Cet essor fera germer l'idée d'une église succursale dans le rang Saint-Simon. Le 2 juin 1864, des requérants des Soixante demandent une nouvelle paroisse. L'évêque refuse. Ils persistent et prélèvent une souscription volontaire pour bâtir une église. L'évêque réitére son refus. La tradition orale dit qu'ils portèrent la témérité jusqu'à singer les saints rites dans la désignation précise de la place de la future église, par la plantation d'une croix. L'évêque informé se rendit à La Présentation et, du haut de la chaire, fit une fulminante semonce aux audacieux. Le 29 mai 1873, les gens des Soixante osèrent une nouvelle démarche. Ils comptaient sur les dispositions bienveillantes du nouvel évêque et commencèrent la construction d'un temple par contributions volontaires. Un plein succès couronna leur persévérance. L'évêque établit canoniquement Sainte-Marie-Magdeleine des Soixante, le 25 septembre 1876. Sainte-Marie-Madeleine incluera tout le rang Saint-Simon dans les anciennes paroisses Notre-Dame-de-Saint-Hyacinthe et La Présentation; parties des quatrième et cinquième rangs de Saint-Charles-sur-Richelieu; le Petit rang et partie du rang sud-est de la rivière des Hurons à Saint-Jean-Baptiste de Rouville; partie du rang Argenteuil dans Saint-Damase. S'annexera ultérieurement, partie du rang Sud-Ouest de la Rivière des Hurons de Saint-Jean-Baptiste de Rouville, le 27 décembre 1878.

## Géographie
La rivière des Hurons, un affluent de la rivière Richelieu, délimite l'ouest de la municipalité en coulant vers le sud.

### Municipalités limitrophes
La municipalité est presque entièrement enclavée dans Sainte-Marie-Madeleine sauf un petit segment de La Présentation au nord.

## Démographie
| 1991  | 1996  | 2001  | 2006  | 2011  | 2016  | 2021  |
| ----- | ----- | ----- | ----- | ----- | ----- | ----- |
| 1 847 | 1 993 | 2 011 | 2 175 | 2 356 | 2 233 | 2 268 |

## Administration
Les élections municipales se font en bloc pour le maire et les six conseillers.
| Sainte-Madeleine Maires depuis 2001                                                                                  |                     |                                            |          |
| Élection | Maire               | Qualité                                    | Résultat |
| 2001 | Denise Graveline    |                                            | Voir     |
| 2005 | Marcel Bates        |                                            | Voir     |
| 2009 | Marcel Bates        | Voir                                       |          |
| 2010 | Alain Paradis       |                                            | Voir     |
| 2012 | Patrick Girouard    | Conseiller municipal nommé maire suppléant | n/a      |
| 2012 | André Lefebvre      | Maire intérimaire 2012-2013                | n/a      |
| 2013 | André Lefebvre      | Maire intérimaire 2012-2013                | Voir     |
| 2017 | André Lefebvre      | Maire intérimaire 2012-2013                | Voir     |
| 2021 | Marie-Hélène Demers |                                            | Voir     |
| Élection partielle en italique Depuis 2005, les élections sont simultanées dans toutes les municipalités québécoises |                     |                                            |          |

## Attraits touristiques
Le Camping Sainte-Madeleine est le principal attrait touristique de cette municipalité, fondé en 1967 pour accueillir les visiteurs d'EXPO 67.
Chaque année, lors de la première fin de semaine de juillet, le Festival country du camping Sainte-Madeleine fait connaître la municipalité à travers tout le Québec. Cet événement musical attire près de 12 000 festivaliers d'un peu partout au Québec. Les centaines de motorisés visibles de l'autoroute 20 créent d'appréciables retombées économiques pour ce village d'environ 2 300 habitants.
Parmi figures historiques originaires de Sainte-Madeleine, on note Jacques-Narcisse Cartier, pionnier de la radiophonie en Amérique du Nord francophone.